# Целлер, Катрин
Катрин Целлер (нем. Katrin Zeller; 1 марта 1979, Оберстдорф, Бавария, ФРГ) — немецкая лыжница, призёрка олимпийских игр и чемпионата мира. Все свои медали завоевала в составе эстафеты.  
В кубке мира Катрин Целлер дебютировала в 1999 году, в ноябре 2006 года впервые попала на подиум на этапе Кубка Мира в составе эстафеты. Всего на сегодняшний момент имеет 5 попаданий на подиум на этапах Кубка Мира в эстафете, и однажды попала в тройку в личных соревнованиях.
На Олимпиаде-2010 в Ванкувере, завоевала серебро в эстафете, в индивидуальных гонках показал следующие результаты: спринт - 14 место, дуатлон 7,5+7,5 км - 24 место, масс-старт 30 км - 20 место.
На чемпионатах мира, за свою карьеру завоевала одну серебряную в эстафете. Всего на сегодняшний день принимала участие в двух Чемпионатах мира.
В начале 2000-х годов на протяжении нескольких лет испытывала серьёзные проблемы со спиной, это заставило её пропустить несколько сезонов, окончательно залечить эту травму ей удалось лишь в 2005 году. Использует лыжи и ботинки производства фирмы Rossignol.